# Fernand Jacquet

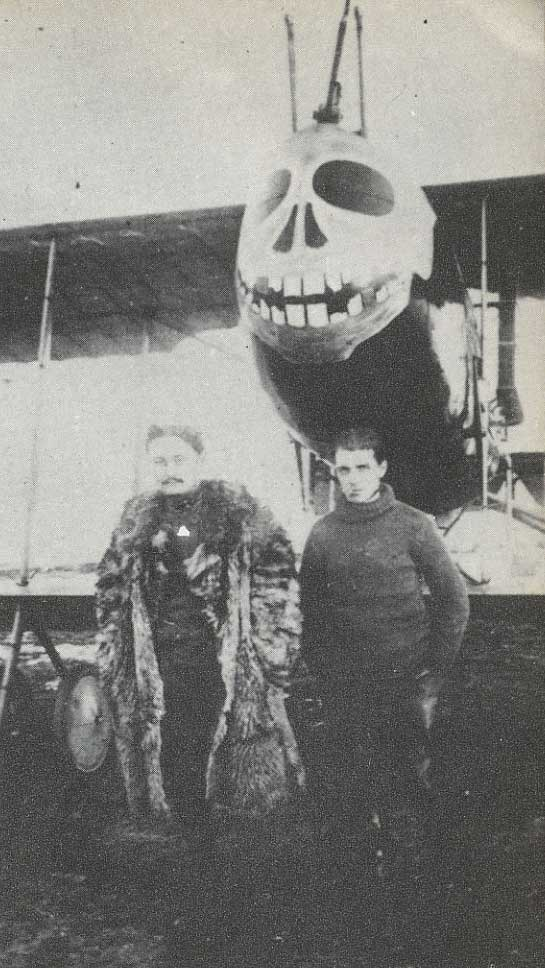
Fernand Jacquet (links)

Fernand Maximillian Leon Jacquet (Petite-Chapelle, 2 november 1888 – Beaumont, 12 oktober 1947) was een Belgische luchtaas in de Eerste Wereldoorlog. Hij was de eerste Belg die de status van luchtaas behaalde en de eerste Belg die een vijandelijk vliegtuig neerschoot.

## Levensloop
Jacquet was zoon van een rijke landeigenaar. Na zijn studie aan het Athenaeum van Chimay meldde hij zich in oktober 1907 aan bij de Koninklijke Militaire School. De eerste jaren deed hij dienst als tweede luitenant bij de infanterie. In 1912 nam hij vlieglessen bij de burgervliegschool in Sint-Job-in-'t-Goor en op 25 februari 1913 ontving zijn brevet. Op 30 augustus van datzelfde jaar behaalde hij ook zijn militair brevet te Brasschaat. Hij maakt zijn debuut in het 2e escadrille te Belgrade. Dit escadrille moest zich terugtrekken naar Buc, vanwaar Jacquet naar Antwerpen vloog om verkenningsvluchten aldaar uit te voeren. In 1915 werd hij overgeplaatst naar het 1e escadrille de chasse te Koksijde. Daar plaatste hij, geïnspireerd door Roland Garros, een machinegeweer op zijn Farman. Tot dan toe waren deze vliegtuigen louter als observatievliegtuigen in gebruik.
Op 17 april 1915 vierde hij zijn eerste overwinning: hij haalde boven Beerst een Duitse Aviatik C neer en werd gepromoveerd tot kapitein. In december 1916 werd hij commandant van het 1e escadrille en op 1 februari 1917 kon hij zichzelf de eerste aas van België noemen. Koning Albert gaf blijk van veel vertrouwen in hem toen hij, op 18 maart 1917, bij hem in het vliegtuig stapte om boven het front het vliegen. Zij werden geëscorteerd door het volledige eskader. In december 1917 werd Jacquet opnieuw gepromoveerd, ditmaal tot kapitein-commandant. In maart 1918 kreeg hij op verzoek van koning Albert het bevel over de Group de Chasse, ook wel bekend als Groupe Jacquet, een nieuw jachteskader dat bestond uit verschillende escadrilles (het 9e, 10e en 11e). Op 6 november behaalde hij zijn zevende en laatste overwinning ten oosten van Gent.
Na de oorlog nam Jacquet ontslag uit het leger. Hij start een vliegbouwer ACAZ in Zeebrugge en maakte, van 1923 tot 1926, deel uit van de directie. Tevens richtte hij de vliegschool SEGA te Gosselies op. Deze vliegschool werd een van de vijf officiële vliegscholen van de Belgische luchtmacht. Met de komst van het Britse Fairey Aviation in Gosselies in 1931 kreeg Jacquet de aanstelling van commercieel directeur bij deze vliegtuigfabriek.
Tijdens de Tweede Wereldoorlog ging hij in het Belgisch verzet om onder andere geallieerde vliegers uit het land te smokkelen, maar hij werd in 1942 opgepakt door de Duitse bezetter. Jacquet overleed twee jaar na het einde van de oorlog op 58-jarige leeftijd.

## Onderscheidingen
- Distinguished Flying Cross (Verenigd Koninkrijk)
- Orde van Sint-Anna (Rusland)
- Legioen van Eer (Frankrijk)
- Kroonorde (België)
- Oorlogskruis (België)
- Croix de guerre (Frankrijk)